# Tiếng Pirahã
Tiếng Pirahã (cũng được viết là Pirahá, Pirahán), hay Múra-Pirahã, là ngôn ngữ bản địa của người Pirahã tại bang Amazonas, Brasil. Tiếng Pirahã hiện diện dọc theo sông Maici, một phụ lưu của sông Amazon.
Pirahã là phương ngữ duy nhất còn tồn tại của tiếng Mura. Những phương ngữ khác dần biết mất trong những thế kỷ qua, do đa số các nhóm người Mura chuyển sang nói tiếng Bồ Đào Nha. Một ngôn ngữ có thể liên quan, tiếng Matanawi, cũng đã tuyệt chủng. Ước tính có từ 250 đến 380 người nói. Đây không hẳn là một ngôn ngữ bị đe dọa, vì cộng đồng người Pirahã đa số đơn ngữ.
Tiếng Pirahã là chủ đề của nhiều ý kiến gây tranh cãi; ví dụ như, nó cung cấp bằng chứng cho tính tương đối của ngôn ngữ. Điều này một phần do sự khó khăn trong học ngôn ngữ này; và số nhà ngôn ngữ học tiếp xúc trực tiếp với tiếng Pirahã là rất nhỏ.

## Ngữ âm
Tiếng Pirahã có một trong những hệ thống ngữ âm đơn giản nhất được biết đến, tương đương hoặc ít hơn tiếng Rotokas (New Guinea) và tiếng Hawai'i. Có học giả cho rằng tiếng Pirahã chỉ có mười âm vị, ít hơn Rotokas một âm vị.
Lập luận 'mười âm vị' này không đã động đến hệ thống thanh điệu trong tiếng Pirahã, gồm ít nhất hai thanh (một được thể hiện bởi dấu sắc, một hoặc không được viết ra hoặc được thể hiện bằng dấu huyền, theo Daniel Everett). Sheldon (1988) cho rằng có ba thanh, cao (¹), trung (²) và thấp (³).

### Hệ thống âm vị
Khi ngôn ngữ có ít âm vị và nhiều tha âm vị như tiếng Pirahã và tiếng Rotokas, các nhà ngôn ngữ học có thể có những ý tưởng khác nhau về bản chất ngữ âm của ngôn ngữ.

#### Nguyên âm
|      | Trước | Sau |
| ---- | ----- | --- |
| Đóng | i     | o   |
| Mở   | a     | o   |

#### Phụ âm
|     |           | Môi   | Chân răng | Ngạc mềm | Thanh hầu |
| --- | --------- | ----- | --------- | -------- | --------- |
| Tắc | vô thanh  | p     | t         | (k)      | ʔ         |
| Tắc | hữu thanh | b ~ m | ɡ ~ n     | ɡ ~ n    |           |
| Xát | Xát       |       | s ~ h     |          | h         |

/ʔ/ được viết là ⟨x⟩.
[k] cũng được cho là tha âm vị của /hi/. Phụ nữ Pirahã đôi khi chuyển /h/ thành /s/.
| Âm vị | Tha âm           | Ví dụ                   |
| ----- | ---------------- | ----------------------- |
| /p/   | [p]              | pibaóí "rái cá"         |
| /t/   | [t]              | taahoasi "cát"          |
| /t/   | [tʃ] trước /i/   | tii "phần dư"           |
| /k/   | [k]              | kaaxai "vẹt đuôi dài"   |
| /ʔ/   | [ʔ]              | kaaxai "vẹt đuôi dài"   |
| /b/   | [b]              | xísoobái "sự sụt giảm"  |
| /b/   | [m] khi đứng đầu | boopai "họng, cổ"       |
| /ɡ/   | [ɡ]              | xopóogií "quả inga"     |
| /ɡ/   | [n] khi đứng đầu | gáatahaí "đồ hộp"       |
| /ɡ/   | [ɺ͡ɺ̼]             | toogixi "cái cuốc"      |
| /s/   | [s]              | sahaxai "không nên"     |
| /s/   | [ʃ] trước /i/    | xísiisí "chất béo"      |
| /h/   | [h]              | xáapahai "tên bắn chim" |

Ở đây, số âm vị là mười ba, ngang tiếng Hawai'i, nếu [k] nếu được tính là âm vị và chỉ có hai thanh; nêu [k] là phi âm vị, số âm vị còn mười hai (để so sánh, tiếng Anh có từ 30 đến 45 âm vị, tùy phương ngữ). Tuy nhiên, nhiều trong số này thể hiện sự tha âm vị. Ví dụ, nguyên âm được mũi hóa sau các phụ âm /h/ và /ʔ/ (viết là h và x). Ngoài ra,
- /b/ [b, ʙ, m]: âm mũi [m] sau một cái dừng, âm [ʙ] rung khi đứng trước /o/.
- /ɡ/ [ɡ, n, ɺ͡ɺ̼]: âm mũi [n] sau một cái dừng; [ɺ͡ɺ̼] là một âm vỗ kép cạnh chân răng-môi lưỡi chỉ được ghi nhận trong ngôn ngữ này.
- /s/ [s, h]: khi phụ nữ nói, /s/ biến thành [h] khi đứng trước [i], ở đàn ông, điều này chỉ "đôi khi" sảy ra.
- /k/ [k, p, h, ʔ]: khi đàn ông nói, [k] và [ʔ] có thể thay thế cho nhau nếu đứng đầu từ. Với nhiều người, [k] và [p] có thể thay cho nhau ở vài từ.

Everett cho rằng /k/ trong tiếng Pirahã không phải âm vị ổn định. Bằng cách phân tích nó là /hi/, ông giảm số phụ âm xuống còn bảy.

## Từ vựng
Tiếng có một số từ mượn, chủ yếu từ tiếng Bồ Đào Nha. Ví dụ, "kóópo" ("cúp") mượn từ "copo", và "bikagogia" ("kinh doanh") mượn từ "mercadoria".

### Quan hệ họ hàng
Everett (2005) cho rằng người Pirahã có hệ thống từ vựng quan hệ họ hàng bé nhất trong tất cả nền văn hóa thế giới. Một từ duy nhất, baíxi (phát âm [màíʔì]), được dùng cho cả bố và mẹ (như "parent" trong tiếng Anh, hoàn toàn không phân biệt giữa father và mother), và cũng không có từ nào cho quan hệ xa hơn anh em ruột.

### Số đếm
Theo Everett (1986), tiếng Pirahã có số 'một' (hói) và 'hai' (hoí), phân biệt bằng thanh điệu. Tuy nhiên, trong nghiên cứu 2005, Everett cho rằng tiếng Pirahã hoàn toàn không có số ít, và hói và hoí thực ra có nghĩa là "lượng ít" và "lượng nhiều". Frank và đồng nghiệp (2008) thử nghiệm hai khả năng này với bốn người Pirahã. Mười cục bin được đặt trên bàn, và họ được hỏi rằng có bao nhiêu cục. Câu trả lời của cả bốn người cho thấy tiếng Pirahã có khái niệm một và hai; họ dùng hói với một cục bin, hoí với hai cục bin, và thêm "nhiều" khi hơn hai cục bin.
Thử nghiệm thứ hai, người thực hiện lấy bớt dần đi số bin. Lần này, một người nói hói khi có sáu cục bin còn lại, và cả bốn người dùng hói khi chỉ còn ba cục bin. Dù Frank và đồng nghiệp không có giải thích chính xác hiện tượng trên, họ cả rằng những từ này "có thể có nghĩa như 'ít' và 'ít hơn' hơn là nhất định 'một'".
Không có sự phân biệt giữa danh từ số ít và số nhiều.